# 江南大桥
江南大桥是浙江省舟山市的一座跨海大桥，位于岱山县境内，连接岱山岛和江南山，为承式钢管混凝土拱桥，全长1.18公里，主桥全长192米，于2007年5月28日开工，2008年1月22日主拱合龙，2008年9月10日完工，2009年2月18日通车。